# Notodonta griseotincta
Notodonta griseotincta är en fjärilsart som beskrevs av Alfred Ernest Wileman 1910. Notodonta griseotincta ingår i släktet Notodonta och familjen tandspinnare. Inga underarter finns listade i Catalogue of Life.

## Bildgalleri

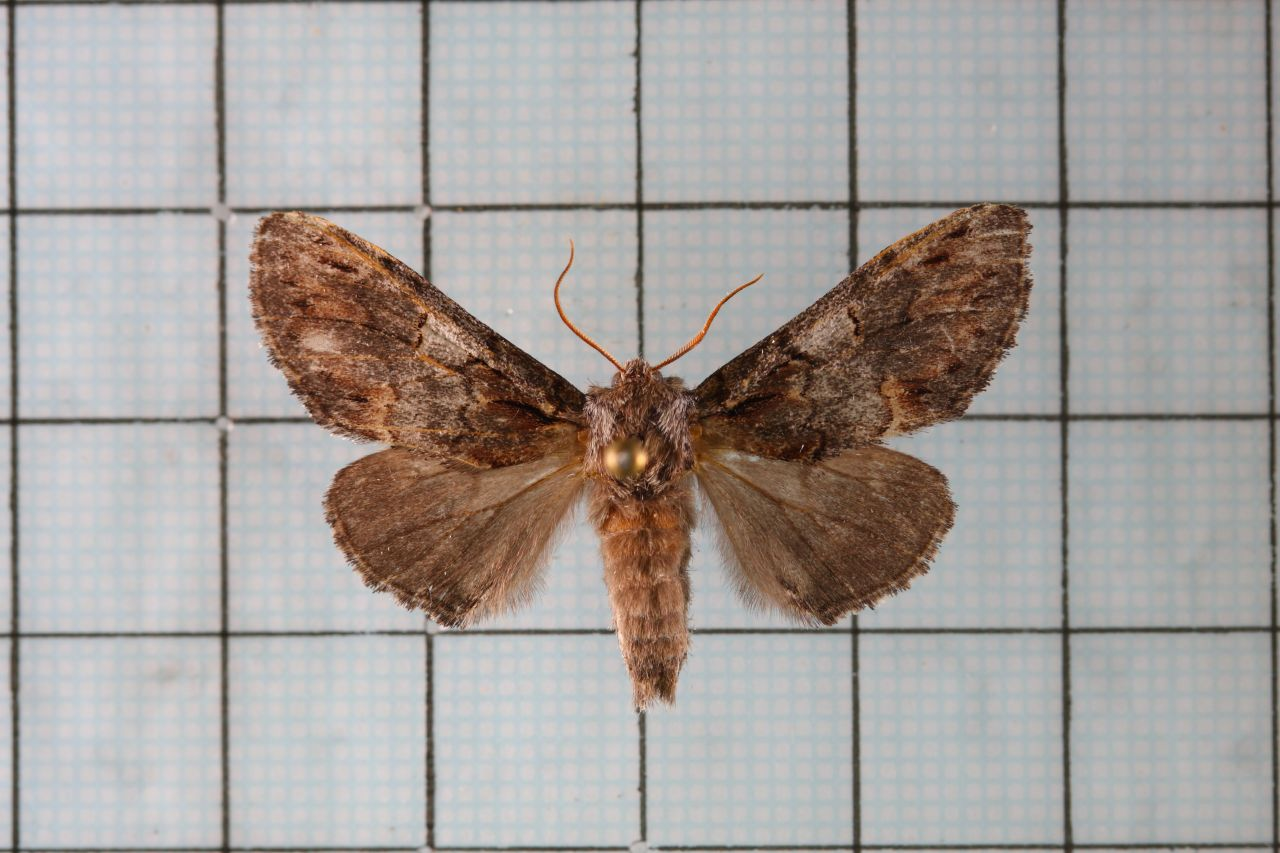
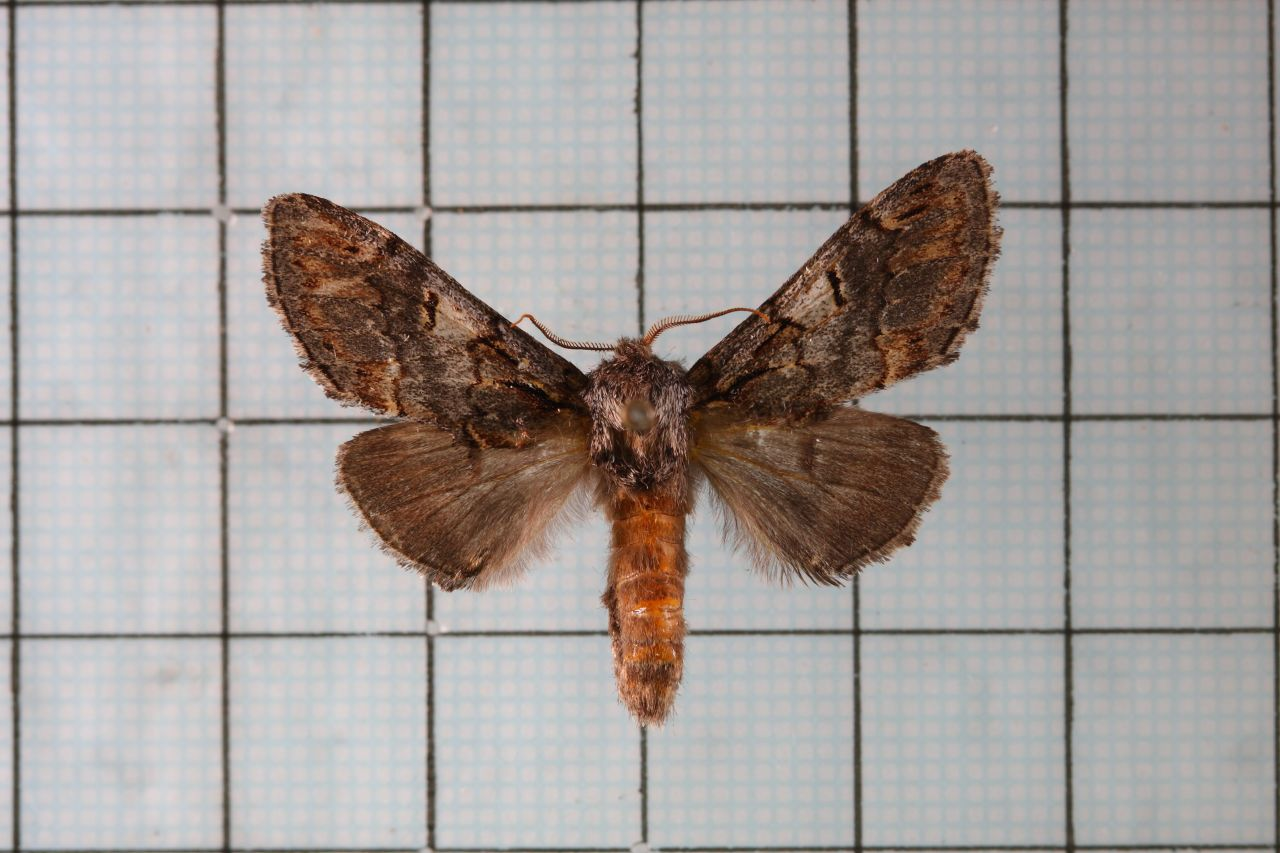
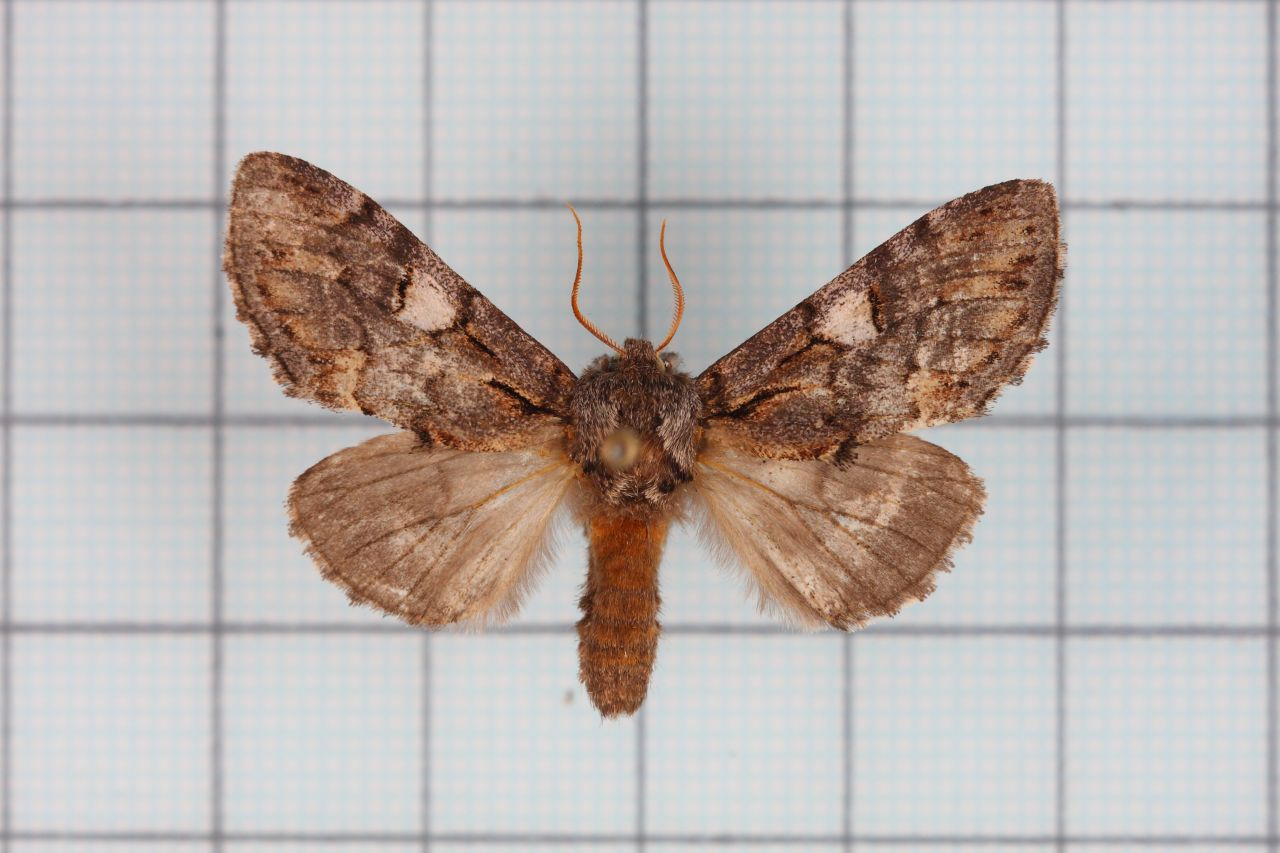
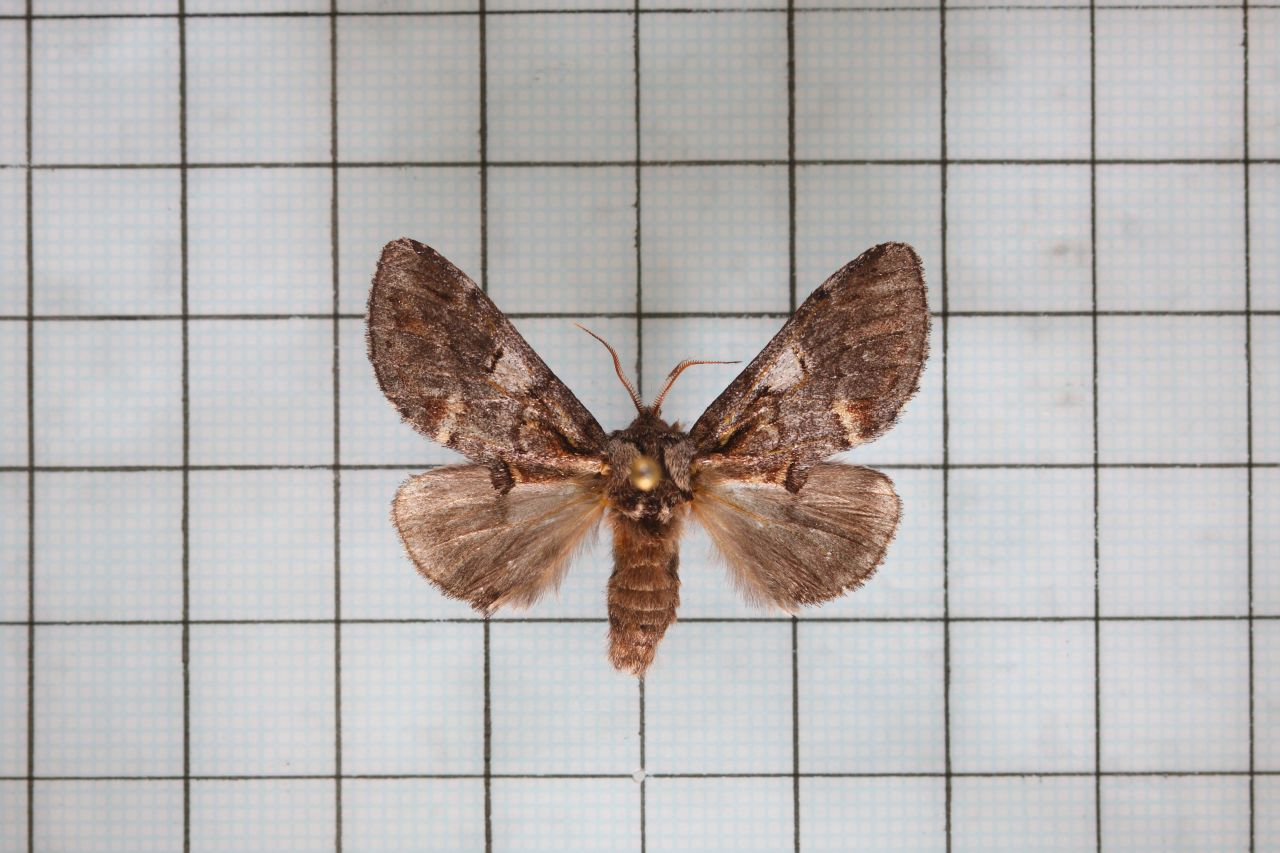
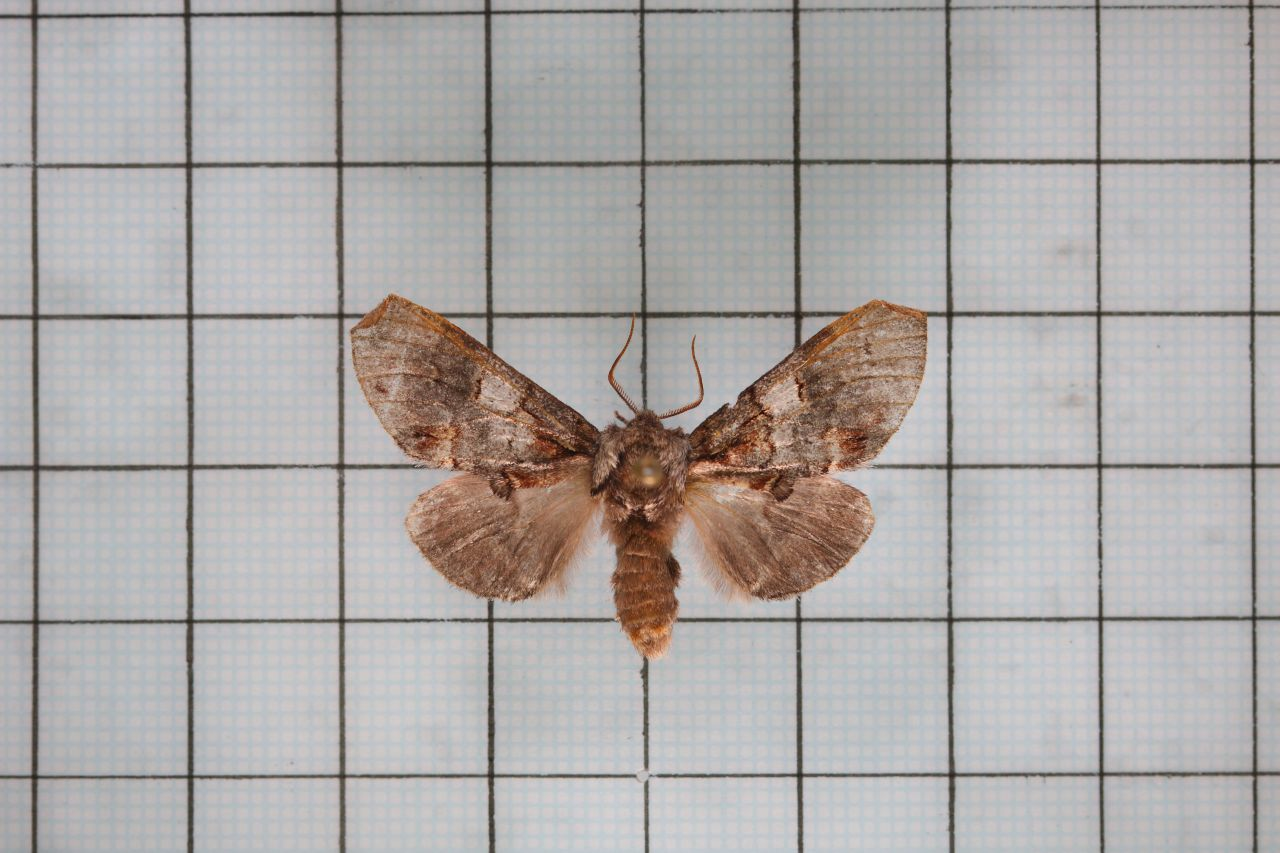
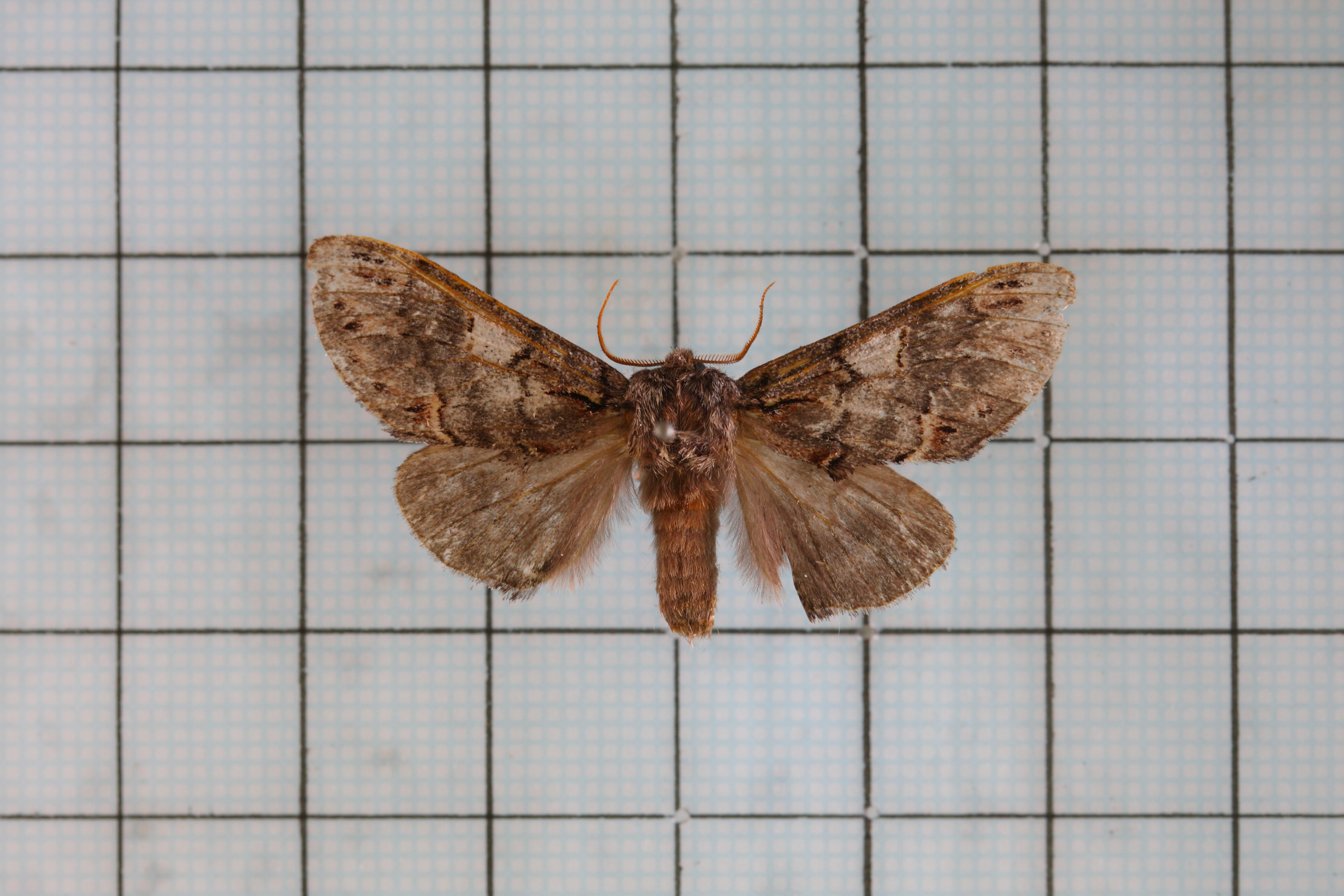